# 尚益王
尚益王（しょうえきおう、1678年12月8日（康熙17年10月25日） - 1712年8月16日（康熙51年7月15日））は、琉球王国第二尚氏王統の第12代国王（在位1710年 - 1712年）。第11代国王尚貞王の孫で、中城王子尚純の子。
祖父の尚貞王のときに魏士哲・高嶺徳明が中国に渡り補唇術を学んだが、それは王孫・尚益が兎唇であったためらしい。伝承では、尚益は口髭を生やして傷を隠したため、その子らも父が兎唇であった事を知らなかったと伝えられる。

## 家族
- 父 - 尚純
- 母 - 聞得大君加那志（号・義雲）
- 妃 - 聞得大君加那志（号・坤宏。父は毛氏伊野波殿内七世伊野波盛紀の四男の具志川親方盛昌）
- 夫人 - 西之按司（父は国頭親方朝姿）
- 妻
  - 宮城阿護母志良礼（号・慈雲。父は田場掟親雲上兼忠）
  - 知念阿護母志良礼（父は孫氏支流崎山筑登之親雲上嗣長）

- 子女
  - 長男 - 尚敬、中城王子朝系（母は妃）
  - 次男 - 尚徹、北谷王子朝騎（母は妃。童名・真蒲戸金、号・原仁。1703年（康熙42年）8月6日 - 1739年（乾隆4年）2月18日。大村御殿二世。養子入り）
  - 長女 - 嘉手苅翁主（母は妃。美里殿内八世美里親方安承に嫁ぐ）
  - 次女 - 古波蔵翁主（母は妃。毛氏豊見城殿内十世豊見城親雲上盛邑に嫁ぐ）
  - 三女 - 冨盛翁主（母は慈雲。童名・思武樽金、号・惟芳。1704年（康熙43年）3月4日 - 1737年（乾隆2年）8月23日。翁氏支流七世佐久真親方盛胤に嫁ぐ）
  - 四女 - 内間翁主（母は慈恩。馬氏小禄殿内八世永本親雲上良隆に嫁ぐ）